# 2012年夏季奧林匹克運動會網球比賽
2012年夏季奧林匹克運動會網球比賽於2012年7月29日至8月5日在倫敦全英草地網球和門球俱樂部舉行。本屆奧運網球比賽是自1988年重新被列入奧運項目後，首次在草地場上舉行。比賽設有男子單打、女子單打、男子雙打、女子雙打及混合雙打五個項目，男女子項目各有86個人參賽，單打比賽有128個，雙打比賽則有64個，總數本屆網球比賽共有172運動員參加，當中混合雙打為新增比賽項目，是1924年以來再度舉行雙打賽事。本屆奧運網球比賽是由國際奧委會及國際網球總會共同主辦，賽事亦屬於女子網球聯合會WTA巡迴賽及國際男子職業網球總會ATP巡迴賽之一。
由於2012年夏季奧林匹克運動會網球比賽舉行前一個月同樣在全英草地網球和門球俱樂部舉行2012年溫布頓網球錦標賽，因此溫布頓網球賽成為奧運網球賽金牌得主的指標，該年男子單打冠軍為瑞士網球手羅傑·費達拿，女子單打冠軍為美國網球手塞雷娜·威廉姆斯，最終費德勒收穫銀牌，小威廉絲則奪下金牌，完成生涯金滿貫，且與大威廉絲搭檔成功衛冕女雙金牌，更成為史上唯一一位完成單打生涯金滿貫與雙打生涯金滿貫的網球選手。

## 比賽項目
本屆網球比賽設有五個比賽項目，包括：
- 男子單打
- 女子單打
- 男子雙打
- 女子雙打
- 混合雙打

## 比賽規則
賽事採取淘汰制進行，每一輪比賽每位獲勝者都以晉級下一輪比賽。於準決賽中獲勝者將可晉級金銀牌賽，於準決賽中落敗者則將晉級銅牌賽。
除了在男子單打決賽中採用五盤三勝制外，其餘所有比賽將採用三盤兩勝制；男女單打及男女雙打每盤皆採用「搶七制」（tiebreak），除了男子單打決賽第五盤及其他賽事的第三盤採用「發球領先制」。在混合雙打，前兩盤採用「搶七制」，第三盤則是決勝局(須先達到十分，且領先兩分)。

## 賽程
| 日期         | 7月28日 | 7月29日 | 7月30日 | 7月31日 | 8月1日 | 8月2日 | 8月3日 | 8月4日      | 8月5日      |
| 比賽開始時間 | 11:30   | 11:30   | 11:30   | 11:30   | 11:30  | 11:30  | 12:00  | 12:00       | 12:00       |
| ------------ | ------- | ------- | ------- | ------- | ------ | ------ | ------ | ----------- | ----------- |
| 男子單打     | 第一輪  | 第一輪  | 第二輪  | 第二輪  | 第三輪 | 八強賽 | 準決賽 | —           | 銅牌賽 決賽 |
| 女子單打     | 第一輪  | 第一輪  | 第二輪  | 第二輪  | 第三輪 | 八強賽 | 準決賽 | 銅牌賽 決賽 | —           |
| 男子雙打     | 第一輪  | 第一輪  | 第二輪  | 八強賽  | —      | 準決賽 | —      | 銅牌賽 決賽 | —           |
| 女子雙打     | 第一輪  | 第一輪  | 第二輪  | 八強賽  | —      | 準決賽 | —      | 銅牌賽 決賽 |             |
| 混合雙打     | —       | —       | —       | —       | 第一輪 | 八強賽 | 準決賽 | 銅牌賽      | 決賽        |

## 參賽資格
每一個國家及地區只可以選派6名男運動員和6名女運動員參賽。單打比賽最多可以選派4名選手，雙打比賽可以選派兩對選手，兩對雙打中最多有2人僅達到雙打參賽標準，並且雙打比賽必須由同一國家／地區選手組成。另外運動員亦可以同時參加單打比賽和雙打比賽。
男女子項目各有86個人參賽，總數本屆網球比賽有172個參賽名額，當中單打比賽有128個，雙打比賽則有64個，雙打比賽則有64個。取得參賽資格的方法主要是根據由國際網聯公佈世界排名而作出準則，但球手的所屬國家必須於2012年1月1日前成為國際網聯的成員國家及地區可以參加比賽。基於此條件，國際網聯的全屬會員和附屬會員都享有這一資格。國際網聯在2012年2月6日前將報名表格按國家及地區發給有資格參加比賽的國家及地區網球協會。各國家及地區網球協會將填寫完表格，經各自奧委會批准後，在2012年4月2日前寄到國際網聯。
以下單打及雙打比賽取得參賽資格的途徑：
| 出線資格                                                                                         | 名單公佈日期         | 男子參賽名額 | 女子參賽名額 |
| 单打                                                                                             | 单打                 | 单打         | 单打         |
| ------------------------------------------------------------------------------------------------ | -------------------- | ------------ | ------------ |
| 根據世界排名確定56名選手，得到單打資格的選手同時獲得雙打資格1                                    | 2008年6月11日前      | 56           | 56           |
| 外卡資格（基於世界排名和洲際／奧委會代表性分配2）                                                | 2012年5月1日至7月9日 | 8            | 8            |
| 双打                                                                                             |                      |              |              |
| 根據世界排名確定8對選手。                                                                        | 2008年6月11日前      | 8            | 8            |
| 如果單雙打參賽總人數未滿86人，其餘名額由 國際網聯根據各奧委會上報的雙打名單參考不同因素2作出分配 | 2008年7月2日         | 24           | 24           |
|                                                                                                  | 總數                 | 86           | 86           |

- ^  注解1：如果有國家及地區有4名選手以上取得參賽資格，所屬國家及地區有權按世界排名選擇其中4名選手代表參賽。
- ^  注解2：包括世界排名、所屬奧委會是否有選手入圍本屆網球比賽、選手數量、地理位置

## 獎牌榜
*   主办国家/地区（英国）
| 排名                     | 国家 / 地区              | 金牌 | 銀牌 | 銅牌 | 总计 |
| ------------------------ | ------------------------ | ---- | ---- | ---- | ---- |
| 1                        | 美国（USA）              | 3    | 0    | 1    | 4    |
| 2                        | 英国（GBR）*             | 1    | 1    | 0    | 2    |
| 3                        | 白俄罗斯（BLR）          | 1    | 0    | 1    | 2    |
| 4                        | 法国（FRA）              | 0    | 1    | 1    | 2    |
| 4                        | 俄罗斯（RUS）            | 0    | 1    | 1    | 2    |
| 6                        | 捷克（CZE）              | 0    | 1    | 0    | 1    |
| 6                        | 瑞士（SUI）              | 0    | 1    | 0    | 1    |
| 8                        | 阿根廷（ARG）            | 0    | 0    | 1    | 1    |
| 总计（共8个国家 / 地区） | 总计（共8个国家 / 地区） | 5    | 5    | 5    | 15   |

## 獎牌得主
| 項目             | 金牌                                                | 银牌                                                 | 铜牌                                            |
| 男子單打（詳細） | 安迪·梅利（英国）                                   | 羅傑·費達拿（瑞士）                                  | 胡安·馬丁·德爾波特羅（阿根廷）                  |
| 女子單打（詳細） | 莎蓮娜·威廉絲（美国）                               | 瑪麗亞·莎拉波娃（俄罗斯）                            | 維多利亞·阿扎倫卡（白俄罗斯）                   |
| 男子雙打（詳細） | 美国（USA） · 鮑勃·布賴恩 · 迈克·布赖恩             | 法国（FRA） · 米卡埃爾·洛德拉 · 若-威爾弗里德·特松加 | 法国（FRA） · 儒利安·貝內托 · 里夏爾·加斯凱     |
| 女子雙打（詳細） | 美国（USA） · 莎蓮娜·威廉絲 · 維納斯·威廉絲         | 捷克（CZE） · 安卓莉雅·哈拉瓦科娃 · 露絲·哈迪卡      | 俄罗斯（RUS） · 玛丽亚·基里连科 · 娜佳·彼得罗娃 |
| 混合雙打（詳細） | 白俄罗斯（BLR） · 维多利亚·阿扎伦卡 · 马克斯·米尔内 | 英国（GBR） · 勞拉·羅布森 · 安迪·穆雷                | 美国（USA） · 麗莎·雷蒙德 · 迈克·布赖恩         |

## 單打種子球手
| 種子 | 排名 | 球員                           | 現況                                      |
| ---- | ---- | ------------------------------ | ----------------------------------------- |
| 1    | 1    | 羅傑·費達拿（瑞士）            | 銀牌，決賽負於 安迪·梅利（英国）          |
| 2    | 2    | 諾華克·祖高域（塞尔维亚）      | 銅牌賽負於 胡安·馬丁·德爾波特羅（阿根廷） |
| 3    | 4    | 安迪·梅利（英国）              | 金牌，決賽擊敗 羅傑·費達拿（瑞士）        |
| 4    | 5    | 大衛·費拿（西班牙）            | 第三輪負於 錦織圭（日本）                 |
| 5    | 6    | 若-威尔弗里德·特松加（法国）   | 八強負於 諾華克·祖高域（塞尔维亚）        |
| 6    | 7    | 托馬什·貝爾迪赫（捷克）        | 第一輪負於 史提夫·達爾西斯（比利时）      |
| 7    | 8    | 揚科·蒂普薩雷維奇（塞尔维亚）  | 第三輪負於 約翰·伊斯拿（美国）            |
| 8    | 9    | 胡安·馬丁·德爾波特羅（阿根廷） | 銅牌賽擊敗 諾華克·祖高域（塞尔维亚）      |
| 9    | 10   | 胡安·摩納哥（阿根廷）          | 第二輪負於 費利西亞諾·洛佩斯（西班牙）    |
| 10   | 11   | 約翰·伊斯拿（美国）            | 八強負於 羅傑·費達拿（瑞士）              |
| 11   | 12   | 尼古拉斯·阿爾瑪格羅（西班牙）  | 八強負於 安迪·梅利（英国）                |
| 12   | 14   | 吉爾·西蒙（法国）              | 第三輪負於 胡安·馬丁·德爾波特羅（阿根廷） |
| 13   | 15   | 馬林·契利奇（克罗地亚）        | 第二輪負於 萊頓·休伊特（）                |
| 14   | 16   | 費爾南多·貝爾達斯科（西班牙）  | 第一輪負於 丹尼斯·伊斯托明（）            |
| 15   | 18   | 錦織圭（日本）                 | 八強負於 胡安·馬丁·德爾波特羅（阿根廷）   |
| 16   | 21   | 里夏爾·加斯凱（法国）          | 第二輪負於 马科斯·巴格达蒂斯（塞浦路斯）  |

| 種子 | 排名 | 球員                            | 現況                                      |
| ---- | ---- | ------------------------------- | ----------------------------------------- |
| 1    | 1    | 维多利亚·阿扎伦卡（白俄罗斯）   | 銅牌賽擊敗 玛丽亚·基里连科（俄罗斯）      |
| 2    | 2    | 阿格涅什卡·拉德萬斯卡（波兰）   | 第一輪負於 尤莉亞·戈格斯（德国）          |
| 3    | 3    | 瑪莉亞·舒拉寶娃（俄罗斯）       | 決賽負於 莎蓮娜·威廉絲（美国）            |
| 4    | 4    | 莎蓮娜·威廉絲（美国）           | 金牌，決賽擊敗 瑪莉亞·舒拉寶娃（俄罗斯）  |
| 5    | 5    | 萨曼莎·斯托瑟（）               | 第一輪負於 卡拉·蘇亞雷斯·拿華路（西班牙） |
| 6    | 6    | 佩特拉·克維托娃（捷克）         | 八強負於 玛丽亚·基里连科（俄罗斯）        |
| 7    | 7    | 安赫利奎·克柏（德国）           | 八強負於 维多利亚·阿扎伦卡（白俄罗斯）    |
| 8    | 8    | 卡露蓮·禾絲妮雅琪（丹麦）       | 八強負於 莎蓮娜·威廉絲（美国）            |
| 9    | 9    | 薩拉·埃拉尼（意大利）           | 第一輪負於 維納斯·威廉絲（美国）          |
| 10   | 11   | 李娜（中国）                    | 第一輪負於 达妮埃拉·汉图楚娃（斯洛伐克）  |
| 11   | 12   | 安娜·伊萬諾維奇（塞尔维亚）     | 第三輪負於 金·克萊斯特絲（比利时）        |
| 12   | 13   | 多米尼卡·齐布尔科娃（斯洛伐克） | 第一輪負於 茨薇塔娜·皮隆科娃（保加利亚）  |
| 13   | 14   | 薇拉·兹沃纳列娃（俄罗斯）       | 第三輪負於 莎蓮娜·威廉絲（美国）          |
| 14   | 15   | 玛丽亚·基里连科（俄罗斯）       | 銅牌賽負於 维多利亚·阿扎伦卡（白俄罗斯）  |
| 15   | 17   | 萨比娜·利斯基（德国）           | 第三輪負於 瑪莉亞·舒拉寶娃（俄罗斯）      |
| 16   | 19   | 娜佳·彼得罗娃（俄罗斯）         | 第三輪負於 维多利亚·阿扎伦卡（白俄罗斯）  |

## 外卡球手
| 以下球員獲得國際網球聯會邀請 - 莱顿·休伊特（） - 托馬斯·貝魯奇（巴西） - 華斯克·普斯比利（加拿大） - 山德夫·狄瓦曼（印度） - Adrian Ungur（罗马尼亚） - 布拉日·卡夫契奇（斯洛文尼亚） - Malek Jaziri（突尼斯） - 謝爾蓋·斯坦高夫斯基（乌克兰） | 以下球員獲得國際網球聯會邀請 - 安娜·塔蒂斯维莉（） - 阿丽泽·科奈（法国） - 埃莲娜·巴尔塔查（英国） - 安妮·基奥萨冯（英国） - 昂絲·加博（突尼斯） - Mariana Duque Mariño（哥伦比亚） 以下球員獲得奧委會代表性分配參加 - Verónica Cepede Royg（巴拉圭） - Stephanie Vogt（列支敦士登） |

| 以下組合獲得國際網球聯會邀請 - 大衛·納班迪安（阿根廷） / 愛德華多·施萬克（阿根廷） - 托馬斯·貝魯奇（巴西） / André Sá（巴西） - 胡安·施巴斯坦·卡寶（哥伦比亚） / 聖地亞哥·希拉爾多（哥伦比亚） - 乔纳森·埃利希（以色列） / 安迪·拉姆（以色列） - 錦織圭（日本） / 添田豪（日本） - 霍里亞·特卡烏（罗马尼亚） / Adrian Ungur（罗马尼亚） - 尼古莱·达维登科（俄罗斯） / 米哈伊尔·尤日尼（俄罗斯） - Martin Kližan（斯洛伐克） / 盧卡斯·拉科（斯洛伐克） | 以下組合獲得國際網球聯會邀請 - 史提芬妮·多布伊絲（加拿大） / 雅歷珊查·禾絲妮雅克（加拿大） - 莊佳容（中华台北） / 謝淑薇（中华台北） - 阿丽泽·科奈（法国） / Kristina Mladenovic（法国） - Margalita Chakhnashvili（） / 安娜·塔蒂斯维莉（） - 勞拉·羅布森（英国） / 希夫達·屈臣（英国） - Tímea Babos（匈牙利） / 扎维·阿格妮斯（匈牙利） - Rushmi Chakravarthi（印度） / 萨尼娅·米尔扎（印度） - 安妮·基奥萨冯（英国） / 埃莲娜·巴尔塔查（英国） |

## 積分分配
由於2012年夏季奧林匹克運動會網球比賽屬於女子網球聯合會WTA巡迴賽及國際男子職業網球總會ATP巡迴賽之一，因此會按比賽獲得成績所得積分分配加入ATP男子積分及WTA女子積分，不過只限於單打項目。
| 階段     | ATP男子積分 | WTA女子積分 |
| -------- | ----------- | ----------- |
| 金牌     | 750         | 685         |
| 銀牌     | 450         | 470         |
| 銅牌     | 340         | 340         |
| 第4名    | 270         | 260         |
| 半準決賽 | 135         | 175         |
| 第三圈   | 70          | 95          |
| 第二圈   | 35          | 55          |
| 第一圈   | 5           | 1           |